# Jardin de la Dalle-d'Ivry
Le jardin de la Dalle-d'Ivry est un espace vert du 13e arrondissement de Paris, dans les quartiers de la Maison-Blanche et de la Gare.

## Situation et accès
Le jardin est accessible par le 28, avenue de Choisy.
Il est desservi par la ligne 7 à la station Porte de Choisy.

## Historique
Le jardin est créé en 1989.